# Iauhén Redzkin
Iauhén Redzkin   (Khanti-Mansisk, 2 de febrer de 1970) és un biatleta belarús, ja retirat, que va competir durant la dècada de 1990.
El 1992 va prendre part als Jocs Olímpics d'Hivern d'Albertville en representació de l'Equip Unificat, on va guanyar la medalla d'or en la prova dels 20 quilòmetres del programa de biatló. Dos anys més tard, als Jocs de Lillehammer, representant Belarús, finalitzà la mateix prova en posicions molt endarrerides.
En el seu palmarès també destaca una medalla d'or al Campionats del món de biatló de 1992 i una de bronze al Campionat d'Europa de 1994. La millor posició a la Copa del Món de biatló l'aconseguí el 1992, quan fou trenta-setè.